# 1940年协约
1940年协约（葡萄牙语：Concordata entre a Santa Sé e Portugal de 1940）是指葡萄牙和圣座于1940年5月7日在梵蒂冈签署的条约。协约签订时，葡萄牙处于安东尼奥·萨拉查领导下的的“新国家”体制。
此协约一直保持到2004 年，于 1975 年在康乃馨革命后，仅稍作修改，以允许通过民事离婚解除天主教婚姻，所有其他条款继续有效。2004年，由时任葡萄牙总理若泽·曼努埃尔·巴罗佐 (José Manuel Barroso) 签署了新的2004年协约，取代1940年协约。

## 背景及内容
1940年5月，葡萄牙政府与梵蒂冈签署了协约。 签署协约前，两国谈判遇到了困难。天主教会仍渴望重新建立其影响力，而萨拉查则希望防止在宗教干预葡萄牙政治。 但最终条约得以签订。
条约没有大规模改变对葡萄牙已有的法律：
- 民事婚姻和民事离婚被保留；
- 没有重新建立宗教性宣誓；
- 主教由教廷任命，但最终提名需要政府批准；
- 神职人员须服兵役，但仅任部队神职人员，在战时也可担任医疗人员 [3]；
- 教会可以建立和维持私立学校，但受到国家监督；
- 除非父母反对，否则公立学校将教授天主教和道德[3]；
- 天主教徒接受天主教婚姻者，不得进行民事离婚。法律规定，配偶双方如进行天主教婚姻，则视为放弃要求离婚的法定权利。尽管如此，到1960年，葡萄牙近 91% 的婚姻都是天主教婚姻婚姻[4]。

条约签订后，在 1940年6月13日，教宗庇护十二世发布了Saeculo exeunte通谕，迎合了葡萄牙的民族感情。